# Frank Bullock

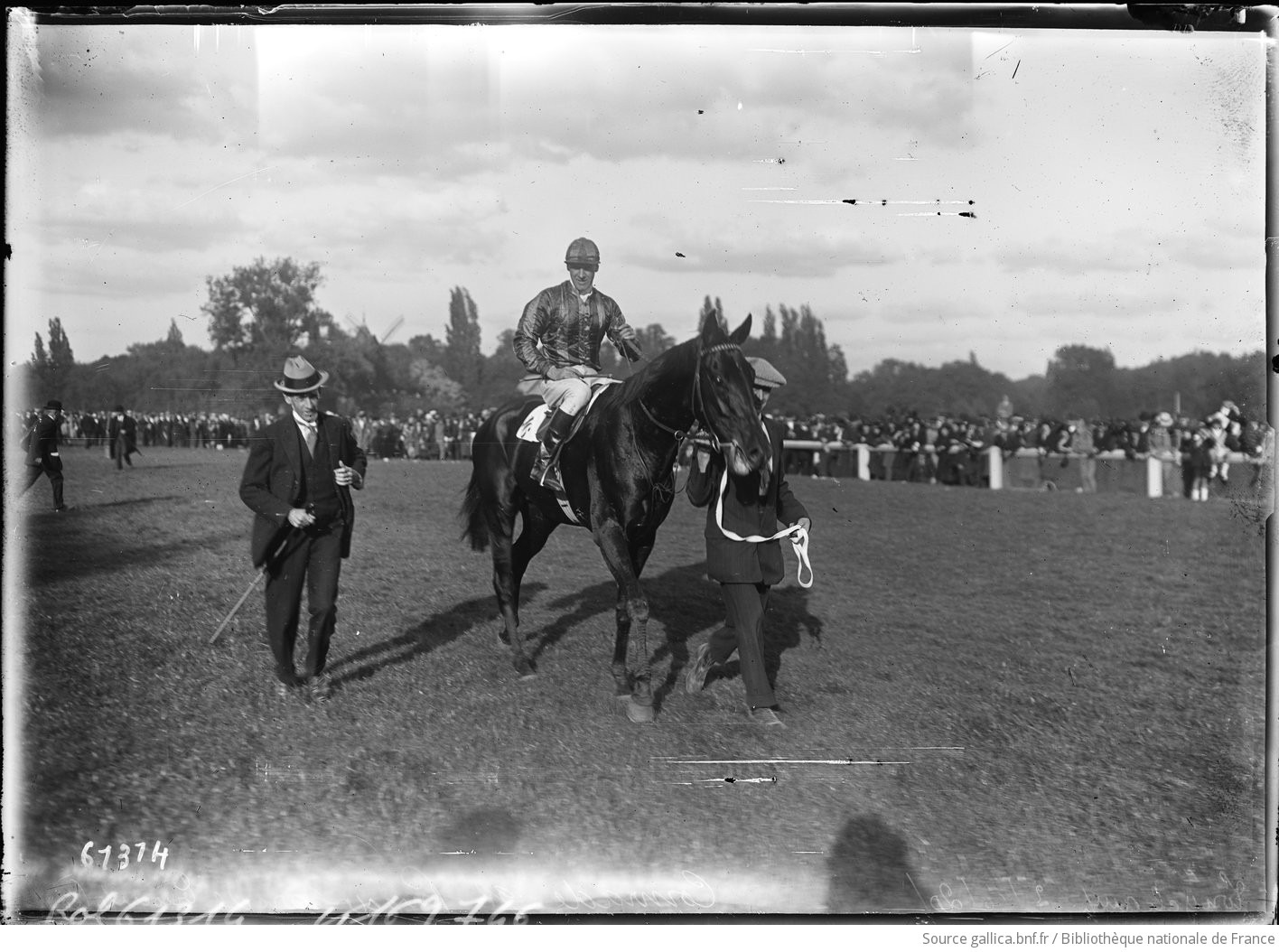
Frank Bullock reitet Comrade im ersten Prix de l’Arc de Triomphe.

Frank Joseph Patrick Bullock (* 25. Juni 1885 in Melbourne; † 26. August 1946) war ein australischer Jockey im Galoppsport.

## Jockey
Als Jockey ritt er sowohl in Europa, als auch in Australien erfolgreich. 1903 startete er seine Karriere in England und gewann 1905 den Stewards Cup auf Goodwood Racecourse. Im selben Jahr kehrte er nach Australien zurück und gewann auf Blue Spec den Perth Cup und den Melbourne Cup. Er blieb bis 1908 in Australien und kehrte dann nach Europa zurück, wo er sowohl in England Rennen gewann als auch in Deutschland, wo er von 1908 bis 1912 fünf Mal das Deutsche Jockey-Championat gewann. In diese Zeit fielen auch seine beiden Siege im Deutschen Derby 1910 mit Orient und 1912 mit Gulliver II. Nach dem Ersten Weltkrieg gewann er in England die Eclipse Stakes, 1000 Guineas, den Ascot Gold Cup und den Cesarwitch. 1920 gewann der den ersten Prix de l’Arc de Triomphe und wiederholte den Erfolg zwei Jahre später.

## Auszeichnungen
- 1986: Sport Australia Hall of Fame
- 2006: Australian Racing Hall of Fame